# Национални парк Магура
Национални парк Магура је један од 23 национална парка на територији Пољске, основан 1995. године.
Парк се налази на граници покрајине малопољског и поткарпатског војводства, у самом срцу ниских Бескида. Својим опсегом обухвата горњи базен Вислоке и вијенац Магура Вонтковска. Област националног парка Магура игра кључну еколошку улогу, чинећи везу између других заштићених подручја пољских западних Карпата и источних Карпата.

## Историја
Национални парк Магура основан је уредбом Вијећа министара од 24. новембра 1994. и имао је површину од 199,62 km². Отворен је 1. јануара 1995. године. Површина се смањила на 194,39 km² као резултат проблема са власницима земљишта. Заштитна зона парка се простире на површини од 226,97 km². 89,7% парка се налази у војводству поткарпатским а 10,3% у војводству малопољским.

## Природа
Национални парк Магура првенствено штити јединствену транзициону област између западних Карпата и источних Карпата. Преко 90% површине парка је покривено шумом. У његовој области могу се разликовати два нивоа вегетације: подножје и доњи дио. Подножје, које покрива око 43% површине парка и достиже 530 м надморске висине, углавном су вјештачке шуме са доминацијом бора. Такође постоје и бројне ливаде и пашњаци, као и тресетишта. Доњи део, који заузима око 57% површине парка и налази се преко 530 м надморске висине (највиши врх у парку је Вонткова, 846 м надморске висине), су углавном природне букове шуме (удео вјештачких шума је дефинитивно мањи овдје), са мјешавином јеле и јавора који се ријетко налази у Карпатима. У парку се налазе три области строге заштите: Магура Вонтковска (1189 ха), Камиењ (378 ха) и Зимна Вода (841 ха), камени резерват Корнути и споменик природе Диабли Камиењ.
У парку постоји готово 800 врста биљака и скоро 200 врста животиња (не рачунајући инсекте). Од биљака које се налазе у парку, 59 се налази под строгом заштитом, 11 под дјелимичном заштитом док је 12 биљака уврштено у Пољску црвену књигу биљака.

## Клима
На територији националног парка Магура се налазе два нивоа климе:
- умјерено топли ниво
- умјерено хладни ниво

Дјели их изотерма годишње температуре ваздуха од 6 °C.
Годишњи просек падавина се креће од 800-900 мм (највише падавина у јулу).
На овој територији дувају и јаки вјетрови, који су снажнији у периоду јесен-зима. Називају се дукиелски или римановски вјетрови.

## Туризам

### Контакт
Национални парк Магура
38-232 Кремпна 59

### Директор парка
- 2011-2016 Анджеј Чадерна[1]
- од 2016 Мариан Стуј[2][3]